# Cotiora
Cotiora (en grec antic Κοτύωρα; etnònim Κοτυωρίτης, en català cotiorita) era una antiga colònia grega a la costa de l'Euxí (mar Negra), entre Sinope i Trebisonda, fundada per Sinope a l'entorn del 500 aC al país dels tiberens. Se situa a l'actual província d'Ordu de Turquia, a pocs quilòmetres de la capital, Altınordu.
Segons Estrabó, el lloc era a la costa, en una badia que portava el mateix nom que la ciutat, i diu que era un poble petit. Flavi Arrià diu que tenia pocs habitants perquè la ciutat veïna de Farnàcia es va poblar amb els habitants de Cotiora. A l'Anàbasi, Xenofont diu que Cotiora va proveir de gra i altres aliments a l'expedició dels deu mil quan es retiraven.